# 坂野義光
坂野 義光（、1931年〈昭和6年〉3月30日  - 2017年〈平成29年〉5月7日）は、日本の映画監督、先端映像研究所代表取締役社長。愛媛県越智郡桜井町（現・今治市）出身。

## 略歴
愛媛県で生まれ育ち、中学3年生のときに上京。東京都立第一中学校から東京大学文学部美術史科に進む。
1955年（昭和30年）に大学を卒業し、東宝に入社。当時の東宝は縁故採用であったため、母親の友人であった白洲次郎の紹介を受けた。助監督を志望していたが、当初の配属は本社文芸部であった。1956年（昭和31年）に演出助手係に移り、助監督を務めた。スキューバダイビングの免許を持ち、1961年（昭和36年）から水中撮影班に移る。
映画斜陽に伴う東宝解体期には、水中撮影を生かした映像制作の陣頭に立った。
1970年（昭和45年）、田中友幸による「これが成功したら監督にしてやる」との言葉の下、大阪万博「三菱未来館」の現場演出を任される。
1971年（昭和46年）、自ら企画した『ゴジラ対ヘドラ』で脚本兼任で監督デビュー。この作品で怪獣ゴジラに空を飛ばせるというアイデアを立案するが、田中友幸プロデューサーに許可を得る段階で田中は撮影途中に体調不良から入院。当時、東宝の専務だった馬場和夫に全権委任され、馬場の判断によってアイデアの採用が決まった。しかし完成作品を見た田中は「性格を変えてもらっちゃ困るんだよな」と坂野に難色を示し、次回作も担当する予定であったが白紙となった。以後、坂野は劇映画監督から手を引き、得意の水中撮影を生かし、『すばらしい世界旅行』などのテレビのドキュメンタリー映像に関わる。
1983年、70ミリフィルムを用いた大型映像「ジャパネックス・システム」を開発。
1989年（平成元年）、東宝映像美術常務取締役に就任。1994年（平成6年）まで務める。
2000年（平成12年）、先端映像研究所を設立し、代表取締役に就任。
2014年（平成26年）、坂野のIMAXによる3Dゴジラ短編映画の企画が、ハリウッドで長編映画の企画として採用され、『GODZILLA ゴジラ』として公開された。坂野はエグゼクティブ・プロデューサーを務めた。
2017年（平成29年）、福島第一原子力発電所事故をテーマとした映画『新ヘドラ』（仮称）のシナリオをまとめており、映画化をめざしていることを東京新聞の取材で明らかにしたが、同年5月7日、構想は実現することなくクモ膜下出血で死去した。
2019年のアメリカ映画『ゴジラ キング・オブ・モンスターズ』では、エンドクレジットに「In memory of Yoshimitsu Banno(1931-2017) Haruo Nakajima (1929-2017)」との献辞が掲げられている。

## 映画作品

### 助監督作品
- 1957年 - 蜘蛛巣城（監督：黒澤明）
- 1957年 - どん底（監督：黒澤明）
- 1957年 - 善太と三平物語 風の中の子供（監督：山本嘉次郎）[13]
- 1958年 - 隠し砦の三悪人（監督：黒澤明）
- 1958年 - 東京の休日（監督：山本嘉次郎）[13]
- 1959年 - 孫悟空（監督：山本嘉次郎）[13]
- 1960年 - 悪い奴ほどよく眠る（監督：黒澤明）
- 1960年 - 銀座退屈娘（監督：山本嘉次郎）[13]
- 1961年 - 妻として女として（監督：成瀬巳喜男）[注釈 4]
- 1962年 - ニッポン無責任時代（監督：古澤憲吾）
- 1962年 - ニッポン無責任野郎（監督：古澤憲吾）
- 1964年 - 今日もわれ大空にあり（監督：古澤憲吾）
- 1964年 - 日本一のホラ吹き男（監督：古澤憲吾）
- 1965年 - 肉体の学校（監督：木下亮）
- 1965年 - 太平洋奇跡の作戦 キスカ（監督：丸山誠治）
- 1965年 - 100発100中（監督：福田純）
- 1966年 - クレージーの無責任清水港（監督：坪島孝）

### 監督作品
- 1966年 - 南太平洋の若大将（東宝） [注釈 5]
- 1971年 - ゴジラ対ヘドラ（東宝）[3] [注釈 6]
- 1972年 - 残酷飢餓大陸（東映）[注釈 7]
- 1974年 - ノストラダムスの大予言（東宝）[注釈 8]

### プロデューサー作品
- 1981年 - オズの魔法使い（東宝）[注釈 9]
- 1982年 - テクノポリス21C（東宝）[注釈 9]
- 1982年 - 燃える男 長島茂雄 栄光の背番号3（読売テレビ）[注釈 10][5]
- 2005年 - ヒューマントラスト・シネマ [注釈 11]
- 2014年 - GODZILLA ゴジラ（レジェンダリー・ピクチャーズ） - エグゼクティブ・プロデューサー[3]
- 2019年 - ゴジラ キング・オブ・モンスターズ（レジェンダリー・ピクチャーズ） - 製作総指揮

## テレビ作品

### 監督作品
- 1973年 - 美女の海底探検（東京12チャンネル）[16]
- 1973年 - 日立ドキュメンタリー すばらしい世界旅行（日本テレビ）
  - 珊瑚礁の冒険王 ペン・クロップ
  - サメ狩の王者
  - 青い海のターザン
- 1975年 - クジラの背に乗って[5]
- 1975年 - ゾウアザラシのハレム
- 1975年 - ラッコの海中探検
- 1975年 - マングローブの海底
- 1975年 - サメと暮らす淑女
- 1976年 - 砂漠とサメと珊瑚礁
- 1976年 - 人食いサメと毒ガレイ
- 1976年 - ウバザメと祭り
- 1977年 - 深海に人食いザメが進化する謎を探った女（以上日本テレビ）
- 1978年 - 巨大怪獣地帯を行く（『金曜スペシャル』、東京12チャンネル）[5]

### プロデューサー作品
- 1979年 - 巨大怪獣地帯を行く（『金曜スペシャル』、東京12チャンネル）
- 1980年 - 六機未だ帰らず（読売テレビ）
- 1980年 - 戦争未来館（読売新聞大阪本社）
- 1981年 - 東京大地震（2hドラマ）（読売テレビ）[5]
- 2023年 - モナーク: レガシー・オブ・モンスターズ (Apple TV+)

## イベント・アトラクションなど

### 監督作品
- 1970年 - 三菱未来館（日本万国博覧会）[注釈 12]
- 1971年 - 爆発する日本の四季（東京サマーランド）
- 1972年 - 全天周ドーム映像（富士急ハイランド）
- 1975年 - 三菱未来館（沖縄国際海洋博覧会）

### プロデューサー作品
- 1982年 - 地震体験館（日本モンキーパーク シミュレーション劇場）
- 1983年 - 神戸ポートアイランド博覧会
  - 海中探検（ ポートピアみどり館 シミュレーション映像・35mm3面）
  - 三菱未来館（映像・音響）[5]
- 1984年 - ブリーズ（国際科学技術博覧会 健康スポーツ館 70mm8pジャパックス）
- 1987年 - 飛翔・ちゅうぶ（ぎふ中部未来博 中部圏館 70mm8p 3D キュービック）
- 1988年 - マグマ・アドベンチャー（サザンピア21 地球体験館 70mm8pジャパックス）
- 1988年 - はやく! 地球の子供たち（横浜博覧会 YES'89宇宙館 35mm3面）
- 1989年 - 飛べ! おおわし（三重県児童福祉会館 70mm8pドーム映像オパックス）
- 1990年 - バオバブ・マーメイド（青砥駅 アトラクション施設）
- 1991年 - スペースドーム（スペースワールド テーマ館）
- 1991年 - はばたけ! 日立（日立シビックセンター 70mm8pドーム映像オパックス）
- 1991年 - 今日は、八王子（八王子市こども科学館 70mm8pドーム映像オパックス）
- 1992年 - ウォータークラッシュ（宮崎シーガイア 急流下りシミュレーション）
- 1996年 - カルポップ（民謡CD-ROM）